# Jhalawan
Le Jhalawan ou Djalaouan, en brahui : جھالاوان, est une des provinces de l'ancien État de Kalat, en Inde, entre le Saraouan au nord, le Lous au sud, les monts Brouhies à l'est. Elle a pour capitale Khuzdar.